# The Art of Julian Lloyd Webber
The Art of Julian Lloyd Webber è un doppio album del violoncellista britannico Julian Lloyd Webber, uscito nel 2011.

## Tracce
Disco 1
1. Cello Concerto 1st Movement (Edward Elgar)
2. The Swan (Camille Saint-Saëns)
3. Salut d'amour (Edward Elgar)
4. Clair de Lune (Claude Debussy)
5. Meditation from Thais (Jules Massenet)
6. Jesu, Joy of Man's Desiring (Johann Sebastian Bach)
7. Air on the G string (Johann Sebastian Bach)
8. Pie Jesu (Andrew Lloyd Webber)
9. Allegro Appassionato (Camille Saint-Saëns)
10. Songs My Mother Taught Me (Antonín Dvořák)
11. Song of the Black Swan (Heitor Villa-Lobos)
12. Nocturne (Aleksandr Porfir'evič Borodin)
13. To Spring (Edvard Grieg)
14. Ave Maria (Giulio Caccini)
15. Chanson de Matin (Edward Elgar)
16. Romanza for cello and orchestra (Ralph Vaughan Williams)
17. Siciliana (Johann Sebastian Bach)
18. Duo (with Secret Garden (Rolf Løvland))
19. The Girl from Ipanema (Antônio Carlos Jobim)

Disco 2
1. Arioso for 2 cellos and strings (Gian Carlo Menotti)
2. Music of the Night (Andrew Lloyd Webber)
3. Nocturne (Pëtr Il'ič Čajkovskij)
4. Adagio (Tomaso Albinoni)
5. Ave Maria (Johann Sebastian Bach)
6. Panis Angelicus (César Franck)
7. Elegie (Gabriel Fauré)
8. Nocturne (Evert Taube)
9. Adagio in G (Johann Sebastian Bach)
10. Brigg Fair (Percy Grainger)
11. Reverie (Claude Debussy)
12. Slow Movement from Cello Concerto in B flat (Luigi Boccherini)
13. Mary's Lullaby (John Rutter)
14. Song for Baba (Julian Lloyd Webber)
15. Cradle Song (Johannes Brahms)
16. Kol Nidrei (Max Bruch)
17. Flight of the Bumble Bee (Nikolaj Andreevič Rimskij-Korsakov)
18. Theme from the South Bank Show (Andrew Lloyd Webber)

## Interpreti
- Julian Lloyd Webber - violoncello
- Jiaxin Cheng - violoncello
- Royal Philharmonic Orchestra
- London Symphony Orchestra
- Academy of St. Martin in the Fields
- English Chamber Orchestra
- Yehudi Menuhin
- Neville Marriner
- Maxim Shostakovich
- Yan Pascal Tortelier